# جوزيه أغوستو توريس
جوزيه أغوستو توريس (بالبرتغالية: José Augusto Torres‏) مواليد 8 سبتمبر 1938 في تورس نواس، البرتغال - الوفاة 3 سبتمبر 2010 في لشبونة، كان لاعب كرة قدم برتغالي كان يلعب كمهاجم. سبق له أن لعب في كأس العالم لكرة القدم مع منتخب بلاده.

## مرحلة الشباب

### أندية لعب لها
- تورس نواس

## المسيرة الاحترافية

### أندية لعب لها
- تورس نواس
- نادي بنفيكا
- نادي فيتوريا سيتوبال
- إشتوريل برايا

## روابط خارجية
- جوزيه أغوستو توريس على موقع الاتحاد الدولي (مؤرشف)  (الإنجليزية)
- جوزيه أغوستو توريس على موقع الاتحاد الأوربي (الإنجليزية)
- جوزيه أغوستو توريس على موقع قاعدة بيانات كرة القدم.إي يو (الإنجليزية)
- جوزيه أغوستو توريس على موقع ناشيونال فوتبول تيمز (الإنجليزية)